# Football Club Tucson
Il Football Club Tucson, conosciuto anche più semplicemente come FC Tucson, è un club calcistico professionistico statunitense con base a Tucson, in Arizona e che disputa le proprie gare interne presso il Kino Sports Complex. 
È affiliato al Phoenix Rising, club di USL Championship.
Attualmente partecipa alla USL League Two, uno dei più importanti campionati dilettantistici degli USA.

## Storia
Il FC Tucson fu fondato nel 2010 con lo scopo di organizzare eventi prestagionali con squadre di Major League Soccer e l'intento di far crescere l'interesse per il calcio nella regione. La prima partita della storia del club avvenne il 4 marzo 2011, in un'amichevole persa per 3-1 contro i New York Red Bulls. Il 15 dicembre 2011 il club annunciò il suo passaggio in Premier Development League, un importante campionato dilettantistico organizzato dalla United Soccer League. A seguito di un'ottima stagione di esordio nella lega, il FC Tucson fu dichiarata franchigia esordiente dell'anno 2012 della PDL.
Nel 2013, il Tucson fu il primo club della PDL a sconfiggere consecutivamente due squadre professionistiche, eliminando il Phoenix FC della USL Pro e i San Antonio Scorpions della NASL dalla U.S. Open Cup, prima di uscire sconfitti al terzo turno dalla franchigia MLS della Houston Dynamo con il risultato di 2-0.
L'11 ottobre 2017 il Phoenix Rising, club professionistico militante nella USL, acquistò la società allo scopo di renderla una squadra affiliata.
La stagione 2018 fu l'ultima disputata dal club nella PDL. Da inizio 2019, infatti, il FC Tucson è passato al calcio professionistico e partecipa alla USL League One, terza divisione del campionato americano. Il primo match della squadra tra i professionisti fu disputato il 30 marzo 2019, una vittoria per 3-1 sul campo dell'Orlando City B.
Il 18 febbraio 2021 la società annunciò il passaggio di proprietà ad un gruppo di investitori denominato Benevolent Sports Tucson, LLC e guidato da Brett Johnson, terminando di conseguenza anche l'affiliazione del club al Phoenix Rising.